# Deutsche Bahn Cargo Romania
Die Deutsche Bahn Cargo Romania SRL ist ein im Bereich Schienengüterverkehr tätiges rumänisches Eisenbahnverkehrsunternehmen mit Sitz in Timișoara. Die Deutsche-Bahn-Tochter wurde 2000 in Zusammenhang mit Dienstleistungen für die Continental AG als Logistic Services Danubius SRL gegründet. Seit 2006 ist das Unternehmen ein zertifiziertes Eisenbahnverkehrsunternehmen. Von 2011 bis 2016 hieß das Unternehmen DB Schenker Rail Romania SRL.
Die Transportleistung betrug 2013 über 800 Mio. Tonnenkilometer.
Eine Werkstatt in Turceni ist auf Lokomotiven der Baureihen 92, 232, 290, 060 DA und 060 EA spezialisiert.

## Fuhrpark

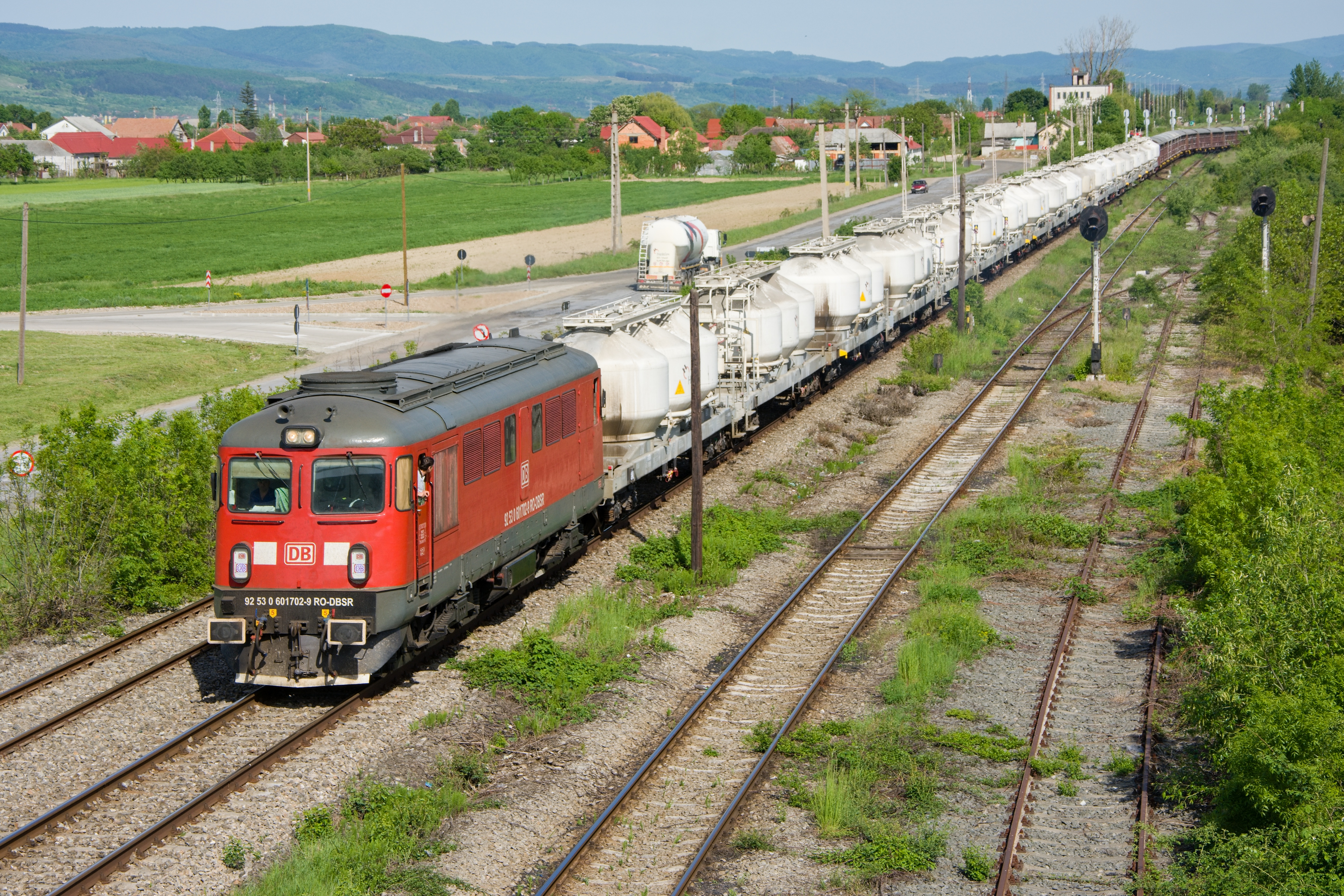

Es steht ein Fuhrpark von circa 40 Lokomotiven und 1700 Güterwagen zur Verfügung. Es sind unter anderem Lokomotiven folgender Baureihen im Einsatz:
- CFR-Baureihe 060 EA
- Siemens ES64U2
- Softronic Transmontana
- Softronic Phoenix
- BR-Klasse 92
- Baureihe 232
- CFR-Baureihe 060 DA
- LDH – BR 290